# بوتیا
بوتیا (به پرتغالی: Butiá) یک منطقهٔ مسکونی در برزیل است که در ریو گرانده جنوبی واقع شده‌است. بوتیا ۲۰٬۹۵۲ نفر جمعیت دارد.